# 泽覃乡
泽覃乡，是中华人民共和国江西省赣州市瑞金市下辖的一个乡镇级行政单位。

## 行政区划
泽覃乡下辖以下地区：
光辉村、明星村、五龙村、石水村、新丰村、步权村、希平村、安治村、泽覃村、陶林村、兰崇村和永红村。